# Portrait d'Erik Satie
Portrait d'Erik Satie est un tableau réalisé par la peintre française Suzanne Valadon en 1892-1893. De format vertical, cette huile sur toile est un portrait du compositeur Erik Satie à l'époque où l'artiste a une relation avec lui. Elle figure le jeune homme en buste sur un fond neutre, aperçu de trois-quarts par son profil gauche. Barbu et moustachu, il porte des besicles et un chapeau noir assorti à sa veste. Legs de Robert Le Masle en 1974, l'œuvre est conservée au musée national d'Art moderne, à Paris.